# Novruz Məmmədov

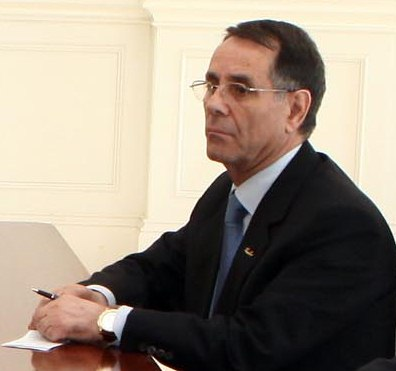
Novruz Məmmədov, 2013

Novruz İsmayıl oğlu Məmmədov (auch transkribiert als Novruz Ismayil oglu Mammadov, * 15. März 1947 in Shikhmahmud, Bezirk Babək, Region Nachitschewan, Aserbaidschanische SSR) ist ein aserbaidschanischer Politiker. Vom 21. April 2018 bis 8. Oktober 2019 war er Ministerpräsident von Aserbaidschan. Məmmədov ist Mitglied der Präsidentenpartei Yeni Azərbaycan (dt. Neues Aserbaidschan).
Məmmədov beendete seine erweiterte Schulbildung im Jahre 1964 und studierte danach Französisch an der Fakultät für Europäische Sprachen am Aserbaidschanischen Pädagogischen Fremdspracheninstitut. Er schloss sein Studium mit Auszeichnung ab und war als Dolmetscher und Chefdolmetscher von 1968 bis 1968 und von 1978 bis 1981 in Algerien und von 1971 bis 1973 in Guinea tätig. Im Jahre 1991 erwarb er einen Doktoratstitel in Philologie. Danach arbeitete er am Aserbaidschanischen Pädagogischen Institut von 1992 bis 1993 als Dekan der Vorbereitenden Fakultät und von 1993 bis 1997 als Dekan des Institurs für Französische Sprache.
Am 12. April 1997 begann er seine politische Karriere, als er von Präsident Heydər Əliyev zum Chef der Abteilung für internationale Beziehungen seiner Administration ernannt wurde. Von 1995 bis 1997 hatte er bereits als Dolmetscher für Əliyev gearbeitet. Im Jahre 2002 wurde er darüber hinaus zum außerordentlichen und bevollmächtigten Botschafter ernannt. Im Jahre 2005 wurde er Mitglied der nationalen UNESCO-Kommission. Von Juni 2017 an war er Assistent für auswärtige Angelegenheiten von Präsident Ilham Əliyev, sein Amt als Abteilungsleiter für internationale Beziehungen übte er weiter aus.
Am 21. April 2018 wurde er zum Premierminister ernannt und übte dieses Amt bis zum Rücktritt am 8. Oktober aus. Seine Nachfolge trat Əli Əsədov an. Mammadov wurde infolgedessen Vizerektor für wissenschaftliche Angelegenheiten und Innovationen an der Aserbaidschanischen Sprachenuniversität.
Məmmədov spricht Aserbaidschanisch, Türkisch, Französisch, Russisch und Englisch fließend. Er ist verheiratet und hat drei Kinder.

## Auszeichnungen
- Orden der Ehrenlegion 1998 durch Jacques Chirac für seine Verdienste um den Aufbau freundschaftlicher Beziehungen zwischen Aserbaidschan und Frankreich
- Şöhrət-Orden 2007, verliehen durch İlham Əliyev
- Verdienstorden der Republik Polen 2009, verliehen durch Lech Kaczyński für seine Verdienste um den Aufbau freundschaftlicher Beziehungen zwischen Aserbaidschan und Polen[3]
- Şərəf-Orden 2017, verliehen auf Anordnung durch İlham Əliyev[1]